# Himálajské jazyky
Himálajské jazyky jsou skupinou jazyků patřící mezi tibetobarmské jazyky do rodiny sinotibetských jazyků nazývané též trans-himálajská rodina. * mahá-kirántské jazyky
- - névárština
  - magarština
  - ráiština
- tibeto-kinnaurské jazyky
  - tibetština
    - kham
    - amdo
    - baltí
    - ladačtina
    - šerpština
    - sikkimština
    - dzongkha

  - lepčština